# Paulo Leão (cineasta)
Paulo César Leão Ribeiro (Rio de Janeiro, 14 de abril de 1962), é um ator, autor e diretor brasileiro de teatro, cinema e televisão. Premiado internacionalmente pelos filmes Happy Birthday, Good Night, J'Adore Travailler, I Miss You e pelo clipe In The Stars. Criador do Teatro dos Sentidos. Guitarrista e compositor do álbum instrumental Nas Estrelas. Atuou nos filmes Policarpo Quaresma e O Enfermeiro e em alguns trabalhos da TV Globo, além de ter atuado no Teatro desde a década de 1970 até a década de 2000.

## Infância
Paulo Leão nasceu em 1962 no bairro de Botafogo, cidade do Rio de Janeiro. Filho do projetista de hidrelétricas Daltro dos Santos Ribeiro e de Georgette Saraiva Leão.
Como presente de nascimento, Paulo recebeu um berço dado pela atriz Ilka Soares. Na época Ilka era uma estrela do cinema brasileiro e fazia parte do elenco da agência de modelos Socila, onde a mãe de Paulo também trabalhava e assim as duas tornaram-se amigas. Este acontecimento em sua primeira infância despertou no futuro artista a admiração pela famosa atriz e o interesse pelo mundo artístico.
Ainda durante a infância, as artes foram se tornando cada vez mais presentes na vida de Paulo Leão. No início com as aulas de desenho que seu pai mesmo lhe dava e, posteriormente, com a descoberta do teatro, ao atuar em uma apresentação escolar.
Já adulto, Paulo desenvolveu seu trabalho artístico em segmentos diversos.

## Ascendência, parentesco e filhos
De ascendência judaica por parte de pai, alguns dos seus ancestrais, ao longo de vários séculos, migraram de Israel, permanecendo na Europa até virem para o Brasil.
Por esta genealogia paterna, Paulo Leão é descendente de Abraham Senior e de Branca Dias, sendo assim parente dos artistas Chico Buarque, Renato Aragão, Nelson Rodrigues e Mariana Ximenes, entre outros.
Já pelo lado materno Paulo é descendente direto do rei espanhol Afonso VI de Leão e parente do inventor Santos Dumont.
Tem três filhos: Laura Leão, Mariana Leão e Vitor Leão. Vitor, o mais jovem, segue na atividade artística como guitarrista, compositor e cantor, sendo também conhecido como Vitor Levenhagen.

## Carreira

### O início - anos 70

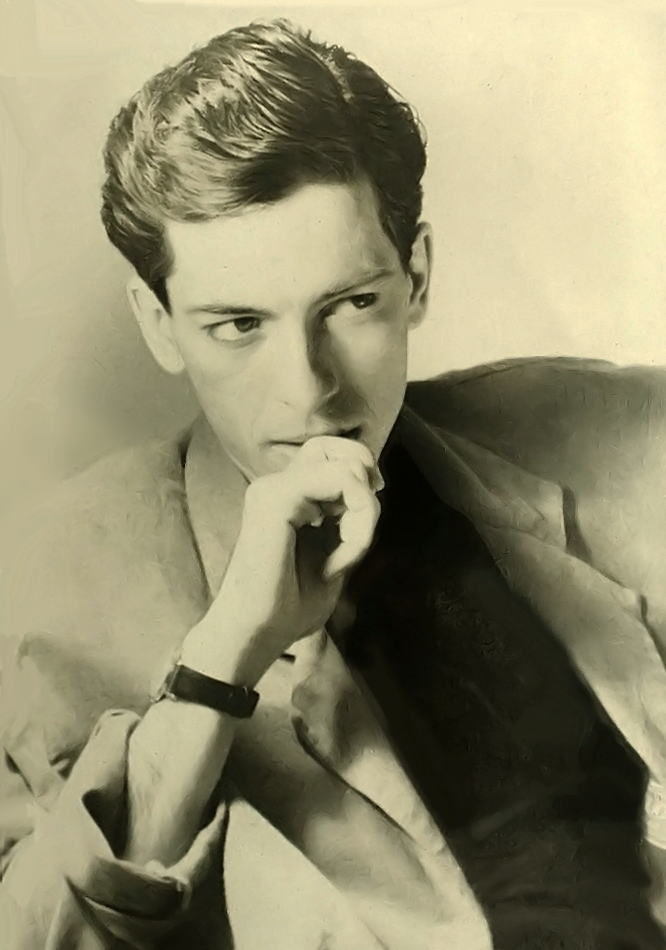
Paulo Leão em ensaio fotográfico - 1987

Paulo Leão estreou quase simultaneamente no teatro e na TV, aos onze anos atuando em uma peça de teatro amador no Rio de Janeiro e aos doze fazendo uma pequena participação no programa humorístico Azambuja & Cia de Chico Anysio na TV Globo. Dos quatorze aos quinze anos frequentou curso livre de teatro no Sesc RJ e aos dezesseis teve seu primeiro contato com o cinema, no curta-metragem Um Lugar de Paz (de J. Thiengo), o que lhe rendeu um Prêmio de Ator Revelação no Festival de Curtas do Rio de Janeiro. Aos dezessete anos foi premiado com bolsa de estudos quando obteve o primeiro lugar na prova de seleção do Curso de Teatro Jayme Barcellos, onde frequentou aulas de voz, corpo e interpretação com vários professores, inclusive com o próprio Jayme Barcellos. Na prova final do curso, em apresentação de um trecho da peça Um Grito Parado No Ar de Gianfrancesco Guarnieri, Paulo foi bastante elogiado pela atriz Ruth de Souza, que era a convidada de honra para o evento. Em decorrência do bom desempenho neste período, foi convidado a atuar na peça teatral Papai Noel Em Família, voltada ao público infantil.
Devido ao sucesso no início da carreira e com a sequência de convites para novos trabalhos como ator e roteirista, interrompeu seus estudos na faculdade de Economia, para dedicar-se integralmente às artes cênicas.

### Década de 1980
Em 1980 atuou na ópera O Guarani, de Carlos Gomes, com direção de Sérgio Britto, no Theatro Municipal do Rio de Janeiro. Esta montagem teve importantes adaptações feitas pelo diretor para demonstrar a situação dos povos indígenas na sua condição de agredidos, expulsos e derrotados.
Neste período Paulo Leão realizou dezenas de trabalhos em Teatro, TV e Cinema, como ator, autor, produtor e diretor. Alguns destes trabalhos, para a TV Globo, foram: novela Vereda Tropical (participação especial); novela Cambalacho (participação especial); seriado Juba & Lula nos episódios O Projeto Nojento e O Gargalhofa no Parque.

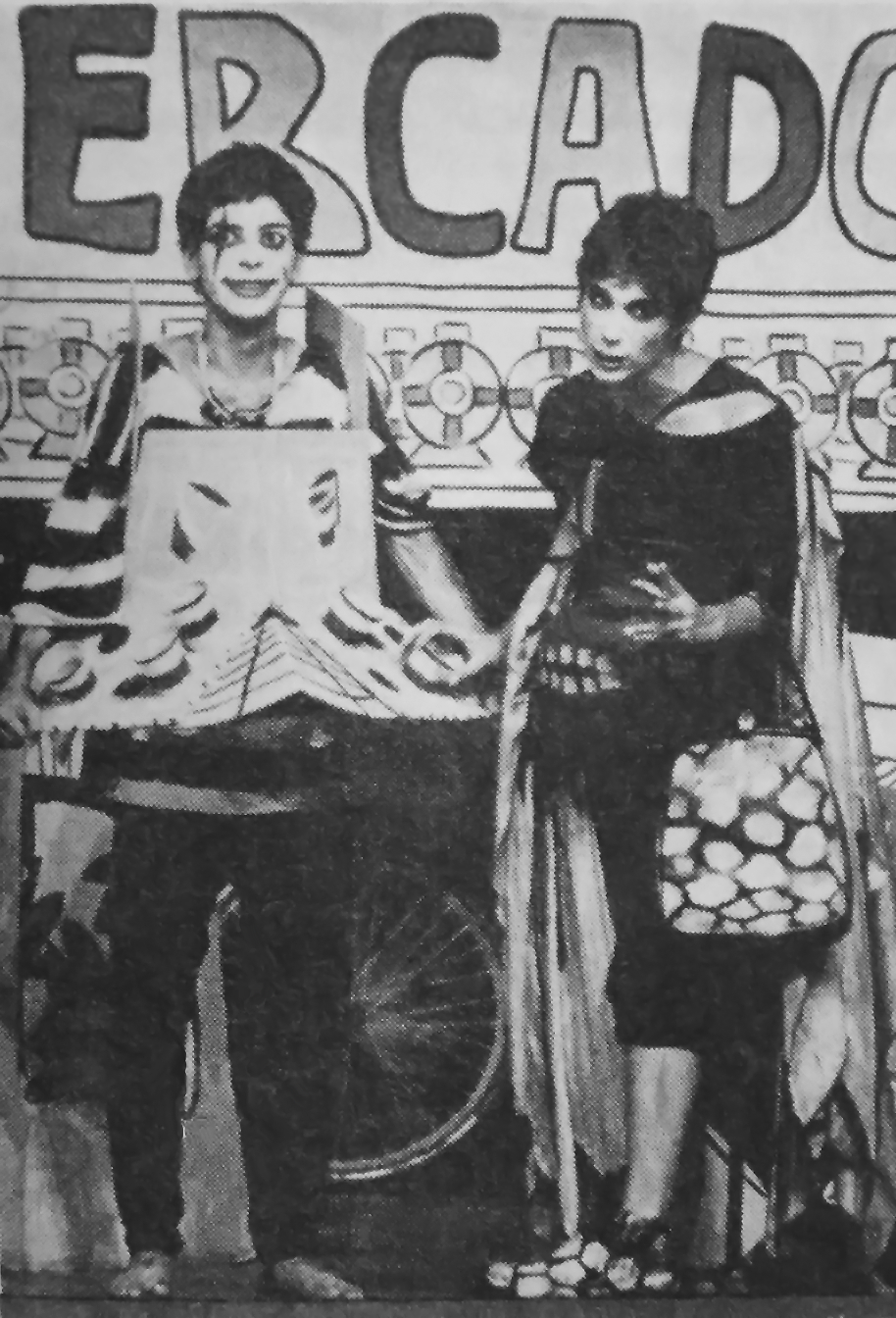
Paulo Leão e Andréa Beltrão, em Sapomorfose - 1985

Em 1983 integrou-se ao Projeto Manhas de Cabaré, que entre 1983 e 1985 ocupou o Teatro Glaucio Gill, em Copacabana, atuando no espetáculo: A Travessia do Mar Amarelo, direção de Antônio Grassi e Gilda Guilhon, com textos de William Shakespeare, Artur Azevedo, Albert Camus, Thornton Wilder e Nelson Rodrigues. Nesta peça, pela sua atuação no papel de Peter Quince, na cena de Sonhos de Uma Noite de Verão, Paulo foi elogiado pela atriz Débora Bloch que estava na plateia e ao final da apresentação foi até o camarim parabenizar o ator pelo seu desempenho..
Ainda no Manhas de Cabaré, em 1984, atuou no auto de Natal Céu Azul, com direção de Gilda Guilhon e Buza Ferraz. E no ano seguinte atuou no espetáculo Sapomorfose (Prêmio Inacen de Melhor Espetáculo de 1985), com texto de Cora Rónai, direção de Antônio Grassi, figurino e cenário de Millôr Fernandes. 'Sapomorfose ou O Príncipe Que Coaxava' foi adaptado para o teatro pela própria autora do livro que tem ilustrações do Millôr Fernandes. A peça 'Sapomorfose' foi um grande sucesso de público e de crítica, permanecendo muitos meses em cartaz no Teatro Gláucio Gill sempre com casa lotada.
O Projeto Manhas de Cabaré foi a junção dos grupos O Pessoal do Cabaré com o Manhas e Manias para a ocupação do Teatro Glaucio Gill. Ao mesmo tempo o grupo O Pessoal do Despertar ocupava outro teatro da rede estadual, o Villa-Lobos, também no bairro de Copacabana. Esta época é importante para o teatro no Rio de Janeiro, e marca, de certa forma, o fim da era dos grupos surgidos na década de 70, tais como o Asdrúbal Trouxe o Trombone dirigido por Hamilton Vaz Pereira, O Pessoal do Despertar dirigido por Paulo Reis, O Pessoal do Cabaré dirigido por Buza Ferraz, o Grupo Manhas e Manias dirigido por José Lavigne, etc.
Em 1985, Paulo Leão encenou Os Filhos de Vega, sendo com este trabalho o precursor do Teatro dos Sentidos - método que criou para que a plateia perceba o espetáculo não só pela visão e audição, mas também pelo olfato, tato e paladar - no Teatro Cândido Mendes, Ipanema, Rio de Janeiro.
No ano seguinte, retornou ao Teatro Glaucio Gill, desta vez atuando em Um, Dois, Três e Já! (Prêmio Mambembe 1986), adaptação de Le Petit Nicolas para o teatro, com direção de Claudio Baltar.
Também em 1986 recebeu Moção da Câmara dos Vereadores Pelo Relevante Desempenho e Serviços Prestados Ao Teatro no Rio de Janeiro.
Em 1988 escreveu, produziu e foi assistente de direção de Antônio Grassi em Quando Caem os Relógios. Neste texto para crianças e adultos, Paulo Leão desenvolveu temática sobre o Tempo.
Ainda durante a década de 80 dedicou-se às artes plásticas, participando de exposições coletivas em São Paulo, Belo Horizonte, Rio de Janeiro e Cidade do México.

### Década de 1990
No início dos anos 90 criou a Companhia de Teatro Errante - realizando inúmeras apresentações no Rio de Janeiro, com a sua peça A Incrível História do Nobre Cavaleiro Errante e da Pobre Moça Caída, inspirada na Commedia dell'arte, obtendo grande sucesso junto ao público.
Em 1995 montou a dupla humorística Jerry & Adriani, com o ator Arildo Figueiredo. Os dois apresentavam o show Jerry & Adriani, com textos da própria dupla, fora do circuito convencional de teatros, ou seja, em casas de shows, pubs e até mesmo em teatro a domicílio.
No decorrer dos anos 90 atuou como garoto-propaganda em diversos comerciais para TV, tais como para o jornal O Globo, a cerveja Kaiser, as lojas Mesbla, a Rede Globo, a Kibon e as lojas Renner.

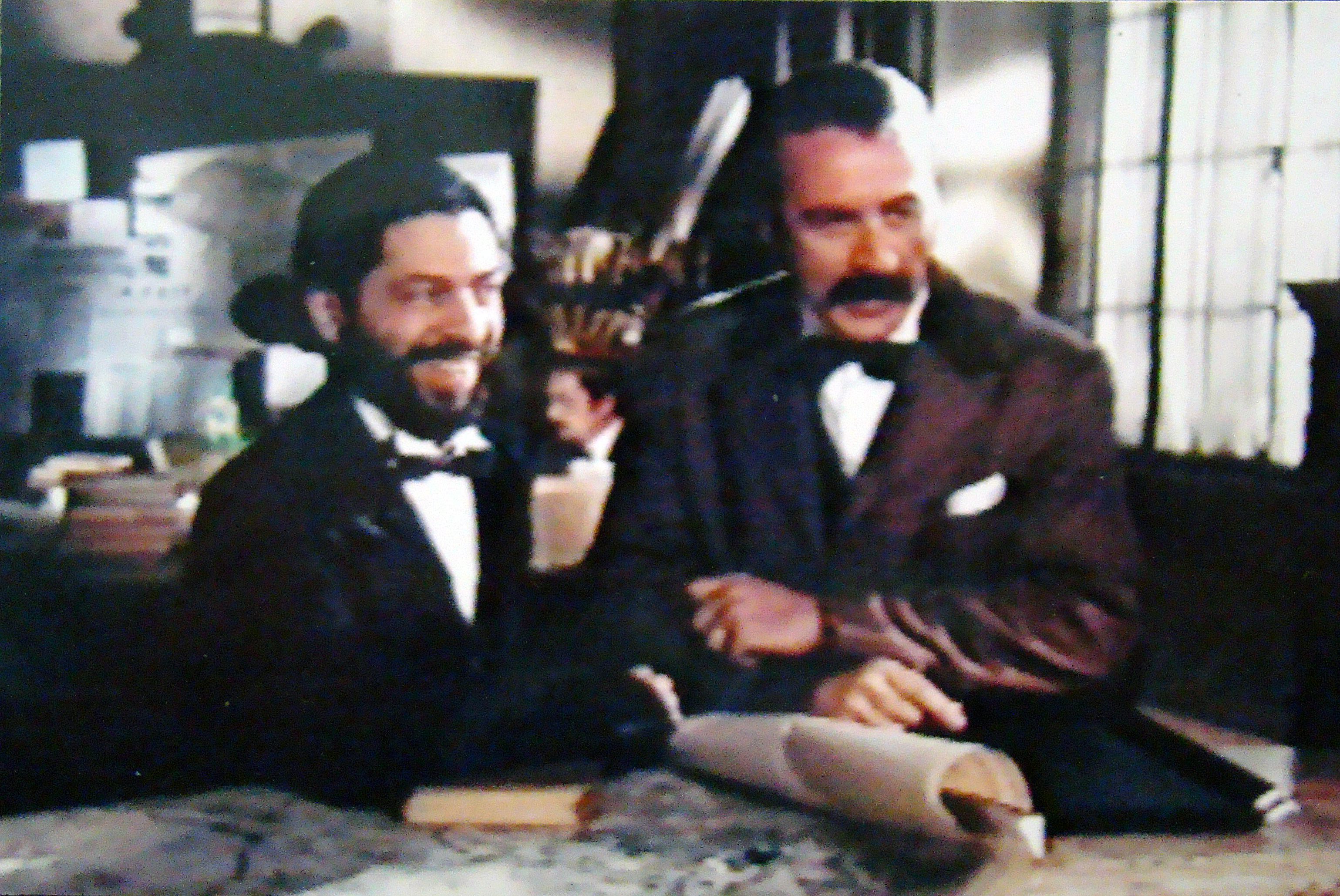
Paulo Leão com Fábio Junqueira (e Paulo José ao fundo), no filme Policarpo Quaresma, Herói do Brasil - 1996

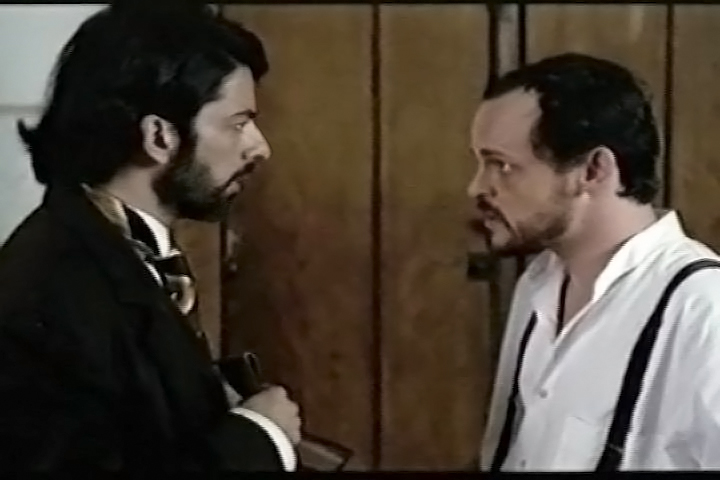
Paulo Leão e Matheus Nachtergaele em cena, no filme O Enfermeiro - 1998

Participou também como ator, nesta época, dos seguintes trabalhos para o cinema:
Longa-metragem Policarpo Quaresma, Herói do Brasil, baseado na obra Triste Fim de Policarpo Quaresma de Lima Barreto – contracenando com  Paulo José e Fábio Junqueira – direção de Paulo Thiago. O filme recebeu prêmios no Brasil, Argentina e Itália;
E longa-metragem O Enfermeiro, adaptado da obra homônima de Machado de Assis – ao lado de Paulo Autran e Matheus Nachtergaele – direção de Mauro Farias. O Enfermeiro foi a primeira co-produção do projeto 
'Contos no Cinema' do Canal Telecine.
Seguindo a trajetória de teatro itinerante, Paulo levou para Minas Gerais, entre 1998 e 1999, o seu espetáculo A Incrível História do Nobre Cavaleiro Errante.

### Década de 2000
No ano de 2000 escreveu, dirigiu e atuou na peça infantil Um Dia A Água Vai, também em Minas Gerais.
Em temporada na Europa no ano de 2001, participou de leitura de texto e ministrou workshop para atores portugueses na Escola de Televisão e Cinema de Lisboa, Portugal. E em Sevilla, Espanha, realizou pesquisa sobre a música flamenca.
De volta ao Brasil, atuou em 2004 na minissérie Um Só Coração, da TV Globo, interpretando o papel de Lasar Segall. A minissérie mostrou um importante período da História do Brasil, incluindo a Semana de Arte Moderna de 1922. Com duração de três meses, Um Só Coração foi veiculado na televisão brasileira em homenagem aos 450 anos da cidade de São Paulo.
Em 2005, para viabilizar a produção e veiculação de suas próprias criações, Paulo montou a produtora de cinema OlharFilmes/Samsara Film, com a qual lançou vários de seus futuros trabalhos. O primeiro deles foi o documentário Por Que Você Veio Morar Aqui? na Mostra CineBH2009 Brasil-França. As filmagens aconteceram em diversas cidades, entre os anos de 2006 e 2009, com a intenção de mostrar os motivos que levam pessoas a saírem de suas cidades de origem e se mudarem para outras localidades.
| “ | Ampliando o espaço para as cidades, Paulo Leão coloca em pauta, através da pergunta que dá título a 'Por Que Você Veio Morar Aqui?', outra questão de foro absolutamente íntimo... cujas respostas serão sempre incomuns, pois pessoais e intransferíveis. Longas e Médias Contemporâneos, Eduardo Valente - cineasta e crítico de cinema, outubro de 2009. | ” |

### Década de 2010

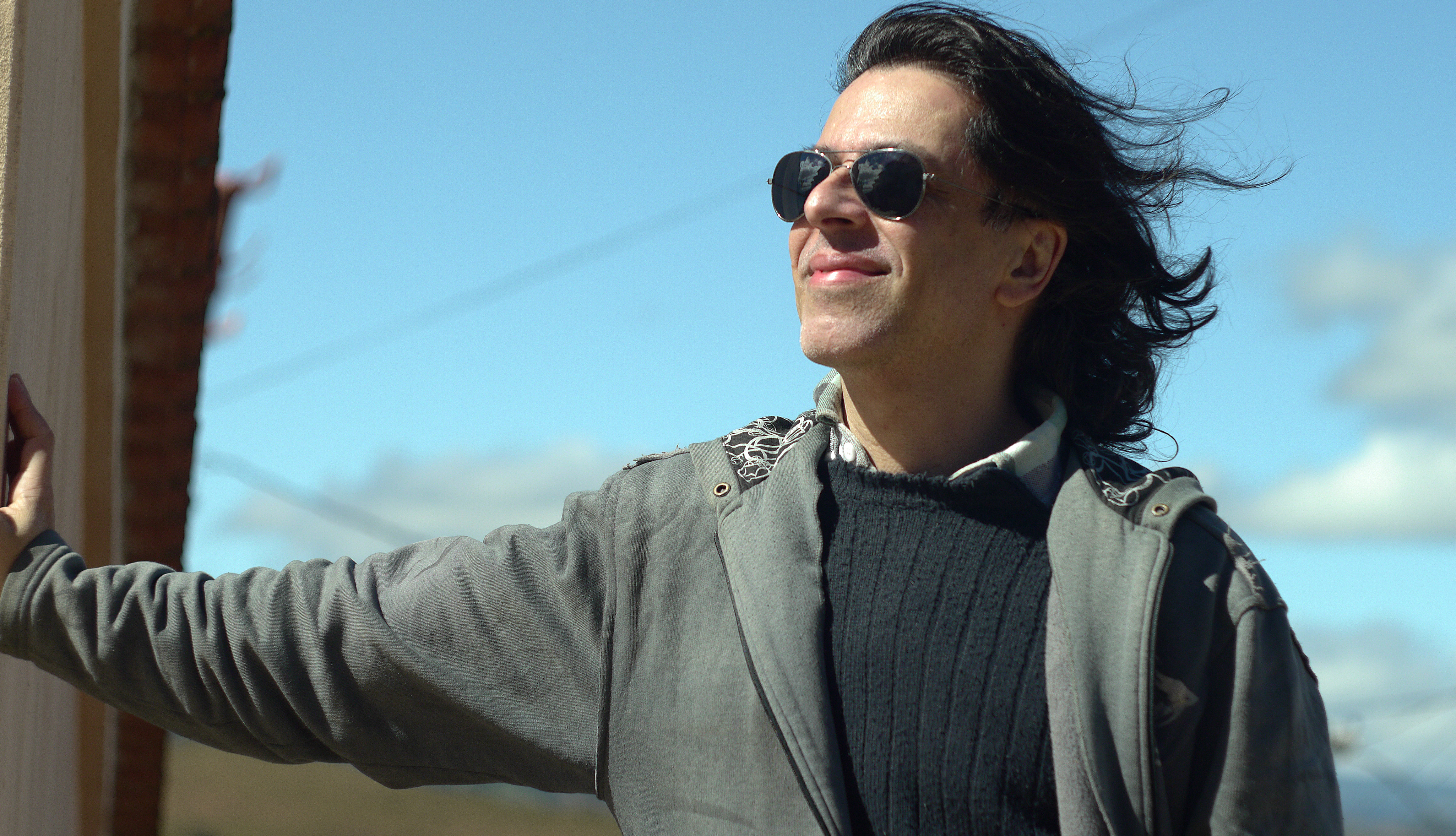
Paulo Leão na entrevista do Festival Clipes e Bandas - 2016

Durante parte da década de 2010, Paulo Leão criou e dirigiu clipes de música, tendo sido indicado a prêmios por três anos consecutivos, no Festival Clipes e Bandas, com trabalhos para os artistas Arnaldo Antunes, Marina Lima e Jards Macalé. No clipe para Arnaldo Antunes, Paulo também foi indicado ao Prêmio de Melhor Clipe do Ano.

Eu acho que o ponto-chave do meu clipe foi não ter colocado uma mulher como sendo a 'extranha'. Se um cantor diz 'você é tão estranha assim nesse jeito de ser...' por que que a estranha tem que ser uma mulher? Tanta coisa pode ser estranha... O fato de eu ter só criado um 'clima' com as imagens do clipe abre a possibilidade de o espectador imaginar qualquer coisa estranha (e não uma mulher).

Paulo Leão concorrendo ao prêmio de melhor clipe para Jards Macalé no Festival Clipes e Bandas 2016.
Com o filme A Hora, foi indicado em 2013 nas categorias do júri e de votação popular ao Prêmio Avon de melhor filme para a campanha nacional Em Briga de Marido e Mulher se Mete a Colher, ficando entre os mais bem votados pelo público.
Em 2015 lançou com sucesso o curtíssima-metragem I Miss You, explorando o tema saudade, com música composta por Snow Flake. I Miss You teve a sua estreia em festival de cinema na Russia e foi premiado no en:International Open Film Festival, nos Estados Unidos.
No ano de 2016, Paulo Leão foi premiado como Melhor Diretor, no North American Film Awards - (NAFA 2016), por Happy Birthday. Neste filme, além de dirigir, Paulo também atuou como o protagonista da trama, cuja temática é a solidão. Happy Birthday também teve várias indicações e obteve outros prêmios neste mesmo ano e em anos posteriores, constando na Seleção Oficial de mais de cinquenta festivais internacionais de cinema, tendo sido apresentado nos cinco continentes em mais de vinte países, e entrado em circuito de salas de cinema em algumas cidades dos Estados Unidos, por distribuição da Ozark Film.
Também neste ano participou como jurado do Meters International Film Festival 2016 - Nova York.

### Década de 2020

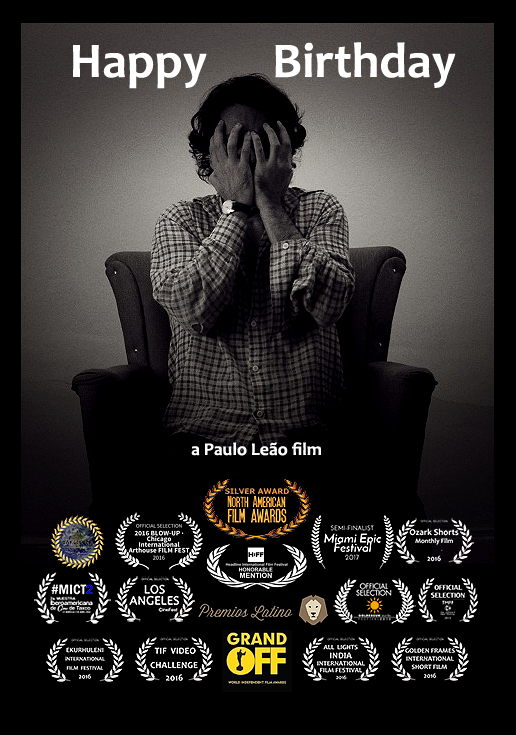
Happy Birthday, de Paulo Leão

No início deste período, Paulo concluiu o roteiro e começou os trabalhos de pré-produção para o seu longa-metragem Hendrix!.
Em 2021, durante a pandemia de COVID-19, depois de avistarem um ovni em Minas Gerais, Paulo e seu filho Vitor Leão iniciaram em parceria a criação de músicas instrumentais inspirados pela possibilidade de viagens no espaço sideral. Esta ideia resultou no álbum autoral Nas Estrelas. Os dois compuseram e gravaram entre 2021 e 2023 mais de quinze músicas instrumentais e filmaram três clipes de músicas para este projeto.
No ano de 2023, completando cinquenta anos de carreira artística, Paulo Leão recebeu mais um prêmio internacional, desta vez na India - o Great Talent (CWIFF 2023), pelo seu filme Happy Birthday, no festival Cinema Of The World Film Festival.
Também neste ano iniciou a edição do seu documentário sobre o cantor Serguei, com título provisório de Serguei, O Rock Sou Eu. Filmado em Saquarema, no Templo do Rock, entre os anos de 2017 e 2018, este documentário contém a última entrevista concedida aos meios de comunicação pelo lendário cantor.
Em 2024 lançou Good Night, seu primeiro filme de terror, todo produzido em preto e branco e sem falas. O filme foi premiado em sua estreia como 'Melhor Filme de Terror', no Black & White Film Festival - Toronto, Canadá. E no mesmo ano, também no Canadá, Good Night foi premiado como 'The Best of South American Films', no Toronto SCI-FI/Fantasy Festival.
No mesmo ano, Paulo teve o seu álbum musical Nas Estrelas lançado internacionalmente nas plataformas digitais pela distribuidora Freshtunes, em versão final com doze músicas. O álbum criado por Paulo e seu filho Vitor é inspirado nas viagens interestelares e o seu clipe para a música-tema, In The Stars, foi premiado com o 'Honorable Mention' no WideScreen Film & Music Video Festival, também no Canadá. Neste mesmo festival foi premiado pelo filme Happy Birthday nas categorias filme e trailer.
Ainda em 2024 seu filme Happy Birthday recebeu o prêmio 'Best Experimental Film' no Black & White Filme Festival - Los Angeles e Toronto.
No ano de 2025 foi indicado como Melhor Diretor ao Public Choice Award no Hollywood North International Film Festival, pelo seu trabalho de direção no filme Good Night.
Foi também premiado com seu filme Happy Birthday no Festival for Trailers Monthly, em Los Angeles, California, na categoria Best Cinematography.
Ainda em 2025 emplacou uma tripla 'Seleção Oficial' no Lift-Off Filmmaker Sessions em Pinewood Studios - Inglaterra, com seus filmes: Good Night, Happy Birthday e J'Adore Travailler.
Pela distribuidora mexicana Indiefy Music lançou nas plataformas digitais seu novo single Topazio Blues.  
E também neste ano foi premiado pelo filme J'Adore Travailler no Los Angeles Comedy Festival, como Best Micro-Short.

## Como ator
| Ano  | Trabalho                                                             | Tipo        | Notas | Ref             |
| ---- | -------------------------------------------------------------------- | ----------- | --- | --------------- |
| 1973 | Infanciar                                                            | teatro      | Teatro Escolar | [ 14 ]          |
| 1974 | Azambuja & Cia                                                       | televisão   | TV Globo - humorístico com Chico Anysio                                                                                         | [ 14 ]          |
| 1978 | Um Lugar de Paz                                                      | cinema      | Curta-metragem, de J.Thiengo - Festival de Curtas do Rio de Janeiro                                                             | [ 12 ]          |
| 1979 | A Fábula de Automópolis                                              | teatro      | Ciclo leitura de textos premiados - Teatro Villa-Lobos                                                                          | [ 79 ] [ 79 ]   |
| 1979 | Papai Noel em Família                                                | teatro      | de Jorge Cunha - Teatro Alaska                                                                                                  | [ 17 ]          |
| 1980 | Utopia Atemporal                                                     | cinema      | Curta-metragem - direção J.Thiengo - Festivais de cinema                                                                        | [ 12 ]          |
| 1980 | O Guarani                                                            | ópera       | de Carlos Gomes - direção Sérgio Britto - Teatro Municipal do Rio de Janeiro                                                    | [ 80 ]          |
| 1982 | A Escada do Sucesso                                                  | teatro      | de Maria Aparecida Casa Grande - Festival Inter Regional de Teatro do Rio de Janeiro                                            | [ 81 ]          |
| 1984 | A Mui Lamentável Comédia e Mui Cruel Travessia do Mar Amarelo        | teatro      | Coletânea - direção Antônio Grassi e Gilda Guilhon - Teatro Glaucio Gill                                                        | [ 22 ]          |
| 1984 | Céu Azul                                                             | teatro      | direção Gilda Guilhon - supervisão Buza Ferraz - Teatro Glaucio Gill                                                            | [ 24 ]          |
| 1984 | Vereda Tropical                                                      | televisão   | TV Globo - novela de Carlos Lombardi - direção Jorge Fernando.                                                                  | [ 82 ]          |
| 1985 | Sapomorfose                                                          | teatro      | de Cora Rónai - direção Antonio Grassi - Teatro Glaucio Gill                                                                    | [ 83 ]          |
| 1985 | Os Filhos de Vega                                                    | teatro      | de Paulo Leão - Lançamento do Teatro dos Sentidos - Teatro Cândido Mendes                                                       | [ 84 ]          |
| 1986 | Um, Dois, Três e Já!                                                 | teatro      | texto Cora Rónai - direção Claudio Baltar - Teatro Glaucio Gill                                                                 | [ 85 ]          |
| 1986 | Cambalacho                                                           | televisão   | TV Globo - novela de Sílvio de Abreu - direção de Jorge Fernando                                                                | [ 86 ]          |
| 1986 | Dia Mundial do Teatro                                                | televisão   | TV Globo - especial para o RJTV - Textos Brecht, Artaud e Chacal                                                                | [ 87 ]          |
| 1986 | Jogos de Artifício                                                   | teatro      | Inauguração do Ciep Ipanema - direção Claudio Baltar                                                                            | [ 88 ]          |
| 1989 | Juba & Lula                                                          | televisão   | TV Globo - seriado - episódios: O Projeto Nojento e O Gargalhofa no Parque - direção Jodele Larcher e Irwing São Paulo          | [ 89 ]          |
| 1991 | O Rei Mago                                                           | teatro      | de Tiago Santiago - direção Andrea Dantas - Elenco de viagem                                                                    | [ 90 ] [ 91 ]   |
| 1992 | De Telefone Pro Japão                                                | teatro      | de Márcio Trigo - Elenco de viagem                                                                                              | [ 92 ]          |
| 1993 | Sano                                                                 | televisão   | Comercial para TV - direção Sandra Kogut                                                                                        | [ 93 ]          |
| 1993 | A Incrível História do Nobre Cavaleiro Errante e da Pobre Moça Caída | teatro      | Teatro IBAM. Caravana da Cultura. Teatro itinerante - Rio de Janeiro                                                            | [ 94 ]          |
| 1994 | Happy House                                                          | televisão   | Comercial para TV - lojas Mesbla - direção Dodô Brandão                                                                         | [ 95 ] [ 96 ]   |
| 1994 | Casamento                                                            | televisão   | Comercial para TV - cerveja Kaiser - direção Barry Kinsman                                                                      | [ 97 ] [ 98 ]   |
| 1995 | Os Maias                                                             | televisão   | Comercial para TV - jornal O Globo - direção José Alvarenga Júnior                                                              | [ 99 ]          |
| 1995 | Jerry & Adriani                                                      | teatro      | Show humorístico - direção Isaac Bernat                                                                                         | [ 100 ]         |
| 1995 | Primavera                                                            | televisão   | Comercial para TV - lojas Renner - direção Christiano Metri                                                                     | [ 43 ] [ 101 ]  |
| 1995 | Pescador                                                             | televisão   | Comercial para TV - jornal O Globo - direção Cláudio Torres - Conspiração Filmes                                                | [ 102 ]         |
| 1996 | Estação Terra                                                        | teatro      | de Alexandre Pring - Palácio do Catete, Teatro Ziembinski, Festivais                                                            | [ 103 ]         |
| 1996 | Giovanni                                                             | televisão   | Comercial para TV - House Center Móveis - direção Beto Macedo                                                                   |                 |
| 1996 | Ação da Cidadania contra a Fome, a Miséria e pela Vida               | televisão   | Comercial para TV - campanha do Betinho - Direção Luiz Fernando Carvalho                                                        | [ 104 ]         |
| 1996 | Policarpo Quaresma, Herói do Brasil                                  | cinema      | Longa-metragem baseado na obra de Lima Barreto - direção Paulo Thiago - Circuito nacional de cinemas e Festivais internacionais | [ 105 ]         |
| 1997 | Hunters                                                              | televisão   | Comercial para TV - cerveja Kaiser - direção Edouard Nammour                                                                    | [ 106 ] [ 107 ] |
| 1997 | Campeonato Brasileiro de Futebol                                     | televisão   | TV Globo - Comercial para TV - direção Murilo Salles                                                                            | [ 108 ]         |
| 1997 | Rap da Kibon                                                         | televisão   | Comercial para TV, com Gabriel O Pensador - direção Christiano Metri                                                            | [ 109 ]         |
| 1998 | O Enfermeiro                                                         | cinema      | Longa-metragem adaptado do conto de Machado de Assis - Canal Telecine - direção Mauro Farias                                    | [ 110 ]         |
| 2000 | Um Dia A Água Vai                                                    | teatro      | Teatro itinerante - Minas Gerais                                                                                                | [ 46 ]          |
| 2004 | Um Só Coração                                                        | televisão   | TV Globo - minissérie. Personagem Lasar Segall - direção Ulysses Cruz                                                           | [ 111 ]         |
| 2016 | Happy Birthday                                                       | cinema      | Curta-metragem. Personagem The Man - Festivais internacionais                                                                   | [ 112 ]         |
| 2021 | In The Stars                                                         | video clipe | Streaming e Festivais internacionais - personagem Agente Espacial                                                               | [ 113 ]         |
| 2023 | Good Night                                                           | cinema      | Curta-metragem - personagens: Murdered e Monster - Festivais internacionais                                                     | [ 114 ]         |
| 2024 | J'Adore Travailler                                                   | cinema      | Curta-metragem - personagem Mike - Festivais internacionais                                                                     | [ 115 ]         |

## Como autor/roteirista
| Ano  | Trabalho                                                             | Tipo   | Função             | Ref     |
| ---- | -------------------------------------------------------------------- | ------ | ------------------ | ------- |
| 1980 | Utopia Atemporal                                                     | cinema | roteirista         | [ 12 ]  |
| 1984 | A Mui Lamentável Comédia e Mui Cruel Travessia do Mar Amarelo        | teatro | co-roteirista      | [ 22 ]  |
| 1985 | Os Filhos de Vega                                                    | teatro | autor              | [ 84 ]  |
| 1986 | Um, Dois, Três e Já!                                                 | teatro | co-roteirista      | [ 30 ]  |
| 1988 | Quando Caem os Relógios                                              | teatro | autor              | [ 116 ] |
| 1993 | A Incrível História do Nobre Cavaleiro Errante e da Pobre Moça Caída | teatro | autor              | [ 94 ]  |
| 1995 | Jerry & Adriani                                                      | teatro | autor              | [ 100 ] |
| 1997 | Pão de Queijo                                                        | teatro | co-autor           | [ 117 ] |
| 2000 | Um Dia A Água Vai                                                    | teatro | autor              | [ 46 ]  |
| 2009 | Por Que Você Veio Morar Aqui?                                        | cinema | roteirista         | [ 48 ]  |
| 2013 | A Hora                                                               | cinema | autor e roteirista | [ 118 ] |
| 2015 | I Miss You                                                           | cinema | roteirista         | [ 119 ] |
| 2016 | Happy Birthday                                                       | cinema | autor e roteirista | [ 59 ]  |
| 2018 | Blows                                                                | cinema | autor e roteirista | [ 120 ] |
| 2019 | Como Deus É?                                                         | cinema | autor e roteirista | [ 121 ] |
| 2019 | Hendrix!                                                             | cinema | autor e roteirista | [ 61 ]  |
| 2021 | In The Stars (clipe)                                                 | cinema | autor e roteirista | [ 122 ] |
| 2023 | Good Night                                                           | cinema | autor e roteirista | [ 114 ] |
| 2024 | J'Adore Travailler                                                   | cinema | autor e roteirista | [ 115 ] |

## Como assistente de direção
| Ano  | Trabalho                                                      | Tipo   | Direção                        | Notas                    | Ref     |
| ---- | ------------------------------------------------------------- | ------ | ------------------------------ | ------------------------ | ------- |
| 1984 | A Mui Lamentável Comédia e Mui Cruel Travessia do Mar Amarelo | teatro | Antônio Grassi e Gilda Guilhon | Teatro Glaucio Gill - RJ | [ 22 ]  |
| 1988 | Quando Caem os Relógios                                       | teatro | Antônio Grassi                 | Teatro Cawell - RJ       | [ 116 ] |

## Como diretor
| Ano     | Trabalho                                                             | Tipo                | Notas                                                        | Ref             |
| ------- | -------------------------------------------------------------------- | ------------------- | ------------------------------------------------------------ | --------------- |
| 1985    | Os Filhos de Vega                                                    | teatro              | Teatro Cândido Mendes - RJ                                   | [ 84 ]          |
| 1987    | TV Devora                                                            | teatro              | Arcos da Lapa - RJ - projeto Falange Canibal                 | [ 123 ] [ 124 ] |
| 1993    | A Incrível História do Nobre Cavaleiro Errante e da Pobre Moça Caída | teatro              | Teatro itinerante - RJ/MG                                    | [ 94 ]          |
| 2000    | Um Dia A Água Vai                                                    | teatro              | Teatro itinerante - MG                                       | [ 46 ]          |
| 2000    | Copasa é 100                                                         | televisão           | Comercial para TV - Veiculação MG                            |                 |
| 2001    | Histórias de Caxambu                                                 | cinema              | Documentário - Mostras locais                                | [ 125 ]         |
| 2009    | Por Que Você Veio Morar Aqui?                                        | cinema              | Média-metragem - Mostra Brasil/França Cine BH2009            | [ 48 ]          |
| 2013    | Lights in The City (Luzes na Cidade)                                 | cinema              | Curta-metragem - Festival do Minuto                          | [ 126 ]         |
| 2013    | A Hora                                                               | filme institucional | Campanha Avon 'Em Briga de Marido e Mulher Se Mete a Colher' | [ 118 ]         |
| 2014    | Muito Muito Pouco                                                    | video clipe         | para Arnaldo Antunes - Festival de Clipes e Bandas           | [ 52 ]          |
| 2014    | People & Objects (Pessoas & Objetos)                                 | cinema              | Festival do Minuto                                           | [ 127 ]         |
| 2015    | I Miss You                                                           | cinema              | Festivais Nacionais e Internacionais                         | [ 119 ]         |
| 2016    | Extranha                                                             | video clipe         | para Jards Macalé - Festival Clipes e Bandas 2016            | [ 128 ]         |
| 2016    | Vuvo-Vuco                                                            | cinema              | Curta-metragem - Festival do Minuto                          | [ 129 ]         |
| 2016    | Happy Birthday                                                       | cinema              | Festivais Internacionais                                     | [ 59 ]          |
| 2017    | Paris Dakar                                                          | video clipe         | para Marina Lima - Festival Clipes e Bandas 2017             | [ 54 ]          |
| 2018-22 | Hendrix!                                                             | cinema              | Longa-metragem - Em fase de produção                         | [ 61 ]          |
| 2019    | Como Deus É?                                                         | cinema              | Curta-metragem - Streaming e Festivais                       | [ 130 ]         |
| 2021    | In The Stars                                                         | video clipe         | para o álbum Nas Estrelas - Plataformas digitais             | [ 113 ]         |
| 2022    | Trying To                                                            | video clipe         | para o álbum Nas Estrelas - Plataformas digitais             | [ 131 ]         |
| 2023    | The Blue Age (A Era Azul)                                            | video clipe         | para o álbum Nas Estrelas - Plataformas digitais             | [ 132 ]         |
| 2023    | Good Night                                                           | cinema              | curta-metragem - Festivais Internacionais                    | [ 114 ]         |
| 2024    | J'Adore Travailler                                                   | cinema              | curta-metragem - Festivais Internacionais                    | [ 115 ]         |
| 2024    | I Fall In Love Too Easily (de Jule Styne e Sammy Cahn)               | video clipe         | para Vitor Levenhagen - Streaming                            | [ 133 ]         |

## Discografia
| Ano  | Trabalho                                                      | Atuação                                     | tipo   | Ref     |
| ---- | ------------------------------------------------------------- | ------------------------------------------- | ------ | ------- |
| 2021 | Nas Estrelas                                                  | Compositor / Músico / Arranjador            | single | [ 62 ]  |
| 2022 | Trying To                                                     | Músico / Arranjador                         | single | [ 134 ] |
| 2022 | Blues do Entardecer                                           | Compositor / Músico / Arranjador            | single | [ 135 ] |
| 2022 | A Era Azul                                                    | Músico / Arranjador                         | single | [ 136 ] |
| 2022 | Noite Veloz                                                   | Diretor Musical                             | single | [ 137 ] |
| 2022 | Anos-Luz                                                      | Compositor / Músico / Arranjador            | single | [ 138 ] |
| 2023 | Aldebaran                                                     | Compositor / Músico / Arranjador            | single | [ 139 ] |
| 2023 | Sun                                                           | Produtor                                    | single | [ 140 ] |
| 2023 | Sirius                                                        | Produtor                                    | single | [ 141 ] |
| 2023 | Orcs                                                          | Produtor                                    | single | [ 142 ] |
| 2023 | Planetarium                                                   | Produtor                                    | single | [ 143 ] |
| 2023 | Nebulosa                                                      | Compositor / Músico / Arranjador            | single | [ 144 ] |
| 2023 | Superfície de Metal Líquido a 5.000 Graus (Netuno 5000 graus) | Produtor                                    | single | [ 145 ] |
| 2023 | OVNI                                                          | Compositor / Músico / Arranjador            | single | [ 146 ] |
| 2024 | Nas Estrelas                                                  | Produtor / Compositor / Músico / Arranjador | álbum  | [ 147 ] |
| 2025 | Topazio Blues                                                 | Produtor / Copositor / Músico / Arranjador  | single | [ 148 ] |

## Prêmios e indicações
| Ano  | Prêmio                                                            | Categoria                         | Trabalho                                    | Tipo       | Resultado | Ref            |
| ---- | ----------------------------------------------------------------- | --------------------------------- | ------------------------------------------- | ---------- | --------- | -------------- |
| 1978 | Festival de Curtas do Rio de Janeiro                              | Ator Revelação                    | Um Lugar de Paz                             | Individual | Venceu    | [ 15 ]         |
| 1979 | Curso de Teatro Jayme Barcelos                                    | Melhor Ator - Bolsa de Estudos    | ---                                         | Individual | Venceu    | [ 15 ]         |
| 1985 | Inacen                                                            | Melhor Espetáculo                 | Sapomorfose                                 | Coletivo   | Venceu    | [ 27 ]         |
| 1986 | Prêmio Mambembe RJ                                                | Melhor Texto                      | Um, Dois, Três e Já                         | Coletivo   | Venceu    | [ 31 ]         |
| 1986 | Moção Câmara dos Vereadores RJ                                    | Personalidade                     | Relevância dos serviços prestados ao Teatro | Individual | Venceu    | [ 19 ]         |
| 1996 | Estação Botafogo do Cinema Brasileiro                             | Melhor Filme                      | Policarpo Quaresma                          | Coletivo   | Venceu    | [ 149 ]        |
| 1997 | 13º Festival Internacional de Cinema de Mar del Plata - Argentina | Melhor Filme Internacional        | Policarpo Quaresma                          | Coletivo   | Indicado  | [ 150 ]        |
| 1998 | 5º Festival de Cinema e Vídeo, Cuiabá MT                          | Melhor Filme Júri Popular         | Policarpo Quaresma                          | Coletivo   | Venceu    | [ 149 ]        |
| 2009 | Mostra Cine BH Brasil e França                                    | Prêmio do Júri                    | Por Que Você Veio Morar Aqui?               | Individual | Indicado  |                |
| 2013 | Avon - Em Briga de Marido e Muler Se Mete a Colher                | Melhor Filme Prêmio do Júri       | A Hora                                      | Individual | Indicado  | [ 118 ]        |
| 2013 | Avon - Em Briga de Marido e Muler Se Mete a Colher                | Melhor Filme Prêmio do Público    | A Hora                                      | Individual | Indicado  | [ 118 ]        |
| 2014 | Festival Clipes e Bandas                                          | Melhor Clipe para Arnaldo Antunes | Muito Muito Pouco                           | Individual | Indicado  | [ 52 ]         |
| 2014 | Festival Clipes e Bandas                                          | Melhor Clipe do Ano               | Muito Muito Pouco                           | Individual | Indicado  | [ 52 ]         |
| 2015 | Festival Clipes e Bandas                                          | Melhor Clipe para Jards Macalé    | Extranha                                    | Individual | Indicado  | [ 53 ]         |
| 2016 | Festival Clipes e Bandas                                          | Melhor Clipe para Marina Lima     | Paris Dakar                                 | Individual | Indicado  | [ 54 ]         |
| 2016 | IOFF International Open Film Festival USA                         | Achievement Award                 | I Miss You                                  | Individual | Venceu    | [ 57 ]         |
| 2016 | IndustryBOOST Competition USA                                     | Melhor Filme                      | I Miss You                                  | Individual | Indicado  | [ 12 ]         |
| 2016 | Grand Indie Wise Convention USA                                   | Melhor Filme                      | Happy Birthday                              | Individual | Indicado  | [ 12 ]         |
| 2016 | HeadLine International Film Festival Canada                       | Melhor Filme                      | Happy Birthday                              | Individual | Venceu    | [ 151 ]        |
| 2016 | North American Film Awards USA                                    | Melhor Diretor                    | Happy Birthday                              | Individual | Venceu    | [ 58 ]         |
| 2017 | United King Screen One International Film Festival Scotland       | Best International Trailer        | Happy Birthday                              | Individual | Indicado  | [ 12 ]         |
| 2017 | Miami Epic Trailer Festival USA                                   | Melhor Trailer Internacional      | I Miss You                                  | Individual | Indicado  | [ 12 ]         |
| 2018 | San Mauro Film Festival Turin, Italy                              | Melhor Filme                      | Happy Birthday                              | Individual | Indicado  | [ 12 ]         |
| 2023 | Cinema Of The World International Film Festival                   | Great Talent Award                | Happy Birthday                              | Individual | Venceu    | [ 64 ]         |
| 2024 | Black & White Film Festival - Canada                              | Best Horror Film                  | Good Night                                  | Individual | Venceu    | [ 67 ]         |
| 2024 | Toronto SCI-FI/Fantasy Festival - April 2024                      | Best of South American Films      | Good Night                                  | Individual | Venceu    | [ 68 ] [ 152 ] |
| 2024 | WideScreen Film & Music Video Festival - Canada                   | Honorable Mention                 | In The Stars (clipe)                        | Individual | Venceu    | [ 71 ]         |
| 2024 | WideScreen Film & Music Video Festival - Canada                   | Honorable Mention                 | Happy Birthday (trailer)                    | Individual | Venceu    | [ 153 ]        |
| 2024 | WideScreen Film & Music Video Festival - Canada                   | Honorable Mention                 | Happy Birthday                              | Individual | Venceu    | [ 154 ]        |
| 2024 | Black & White Film Festival - Canada                              | Best Experimental Film            | Happy Birthday                              | Individual | Venceu    | [ 72 ]         |
| 2025 | Hollywood North International Film Festival 2025                  | Melhor Diretor - Voto Público     | Good Night                                  | Individual | Pendente  | [ 155 ]        |
| 2025 | Festival for Trailers Monthly - february 2025 - USA               | Best Cinematography               | Happy Birthday                              | Individual | Venceu    | [ 156 ]        |
| 2025 | Los Angeles Comedy Film & Screenplay Festival                     | Best Micro-Short                  | J'Adore Travailler                          | Individual | Venceu    | [ 157 ]        |